# Блумбърг
„Блумбърг“ (на английски: Bloomberg L.P.) е частна компания в Ню Йорк, САЩ, която предоставя информационни финансови услуги, както и финансови софтуерни инструменти.
Съставлява 1/3 от $ 16 млрд. глобален финансов пазар на данни с очаквани приходи от $ 6,9 млрд. през 2009.
Основана е от Майкъл Блумбърг (кмет на Ню Йорк) с помощта на Томас Секунда, Дънкан Макмилан и Чарлз Зигър през 1981 г., с участие от 30% на Merrill Lynch в замяна на инвестиции в компанията.
Компанията предоставя финансови софтуерни инструменти като например платформа за анализ и търговия с акции чрез централна компютърна система, известна като Блумбърг Терминал (Bloomberg Terminal). С тази система може да се получи достъп до текущите и стари (исторически) цени на практически на всички световни борси и на много извънборсови пазари, емисията новини на агенцията Bloomberg и на други водещи медии, система за електронна търговия с облигации и други ценни книжа.
Освен Bloomberg Terminal, важен продукт е групата специализирани телевизионни канали Bloomberg Television (по отделен канал за всички основни пазари), информационната агенция Bloomberg News, списанията Bloomberg Markets, Bloomberg Businessweek, сайтовете Bloomberg.com и BusinessWeek.com, приложения за мобилни устройства и радиоканалът BloombergRadio.
Главният офис се намира в сградата Блумбърг тауър (Bloomberg Tower) в Ню Йорк.
Председател на съвета на директорите на компанията е Питър Грауър.